# Premis Sur
Els Premis Sur són uns premis cinematogràfics atorgats anualment per l'Academia de las Artes y Ciencias Cinematográficas de la Argentina.
Fins a la seva edició del 2005, a l'Argentina els Premis Cóndor de Plata eren considerats els equivalents al Premi Óscar (els Estats Units), Premi Ariel (Mèxic) o als Premis Goya (Espanya).
A partir del 2006 l'equivalent a l'Argentina al Premis Óscar (Estats Units), Premis Ariel (Mèxic) o als Premis Goya (Espanya), etcètera, són considerats els Premis Sur.

## Reglament per a l'atorgament dels premis

### Pel·lícules que participen
Tots els films nacionals de llargmetratge estrenades a l'Argentina en sales comercials i amb taquilla oberta al públic, entre l'1 d'octubre i el 30 de setembre de cada any, que hagin romàs en cartell almenys set dies consecutius. S'entén per pel·lícules nacionals les pel·lícules produïdes i estrenades de conformitat amb la Llei de Foment de l'Activitat Cinematogràfica Nacional Núm. 17741 i modificatòries.
Per al Premi a la Millor Pel·lícula Estrangera participen totes les pel·lícules estrangeres estrenades a l'Argentina
en el mateix període i que hagin romàs en cartell almenys set dies consecutius.
Al premi a la Millor Direcció podran accedir indistintament els directors de pel·lícules documentals i de ficció (incloent directors de Opera Prima). S'entén com Opera Prima al primer llargmetratge, documental o de ficció, d'un realitzador o el segon llargmetratge, si l'o els anteriors haguessin estat codirigits amb un o més realitzadors.
Per al Premi a la Millor Música Original només participen aquelles pel·lícules que compleixin les condicions de tenir registrada la música de la seva banda sonora abans del 30 de juny d'aquest any i que sigui original almenys en un 51%, incloent en aquest percentatge els títols de crèdit de capçalera o de final, segons el “cue sheet” dipositat en aquesta. No es considera original la música preexistent, de domini públic, popular o d'arxiu.

### Persones que el reben
El premi correspondrà al o les persones que figurin com a màxims responsables, en la respectiva especialitat en els títols de crèdit de les pel·lícules. El de Millor Pel·lícula correspondrà al productor, el de Millor Opera Prima al director. En el cas del premi al Millor So i al Millor Muntatge la indicació del nom del responsable que resulti de la fitxa tècnica de cada productora haurà d'estar certificada per la Comissió de So i Muntatge de l'Acadèmia i es procedirà a corregir-les en cas necessari. El premi s'atorga a la versió estrenada en la República Argentina.
El Premi al Millor Actor/Actriu Revelació, s'atorga a aquells actors/actrius novelles que s'hagin destacat per la seva primera interpretació cinematogràfica sigui com a protagonistes, coprotagonistes o secundaris.

### Votacions
Són secretes i es fan en dues fases. En la primera es trien quatre nominacions per categoria, en la qual participen els membres de l'Acadèmia amb dret a vot que pertanyin a la respectiva especialitat amb excepció de les nominacions a Millor Pel·lícula i Millor Opera Prima que seran votats pels membres de totes les especialitats. Les nominacions per al Premi a la Millor Pel·lícula Estrangera seran decidides per una Comissió especialment designada per a tal fi per la Comissió Directiva de l'Acadèmia.
En la segona fase la totalitat dels Membres de l'Acadèmia amb dret a vot trien els guanyadors entre els qui hagin estat nominats.

## Categories premiades de cinema
- Millor pel·lícula.
- Opera prima.
- Millor direcció.
- Millor actriu.
- Millor actor.
- Millor actriu de repartiment.
- Millor actor de repartiment.
- Millor actriu revelació.
- Millor actor revelació.
- Millor guió original.
- Millor guió adaptat.
- Millor fotografia.
- Millor muntatge.
- Millor direcció artística.
- Millor disseny de vestuari.
- Millor música original.
- Millor so.
- Millor pel·lícula estrangera.
- Millor pel·lícula documental (des de 2007).
- Millor maquillatge i caracterització (des de 2008).

## Premis de cada edició
| Anys                                                                                                   |
| 2006 · 2007 · 2008 · 2009 · 2010 · 2011 · 2012 · 2013 · 2014 · 2015 · 2016 · 2017 · 2018 · 2019 · 2020 |

## Premis d'honor
És el que es concedeix per a la labor de tota una vida o per a aquells treballs, relacionats amb la producció cinematogràfica, que no puguin incloure's en el marc d'una de les especialitats acadèmiques concretes. Cada any només podrà concedir-se un d'aquests premis, que haurà de ser votat per les dues terceres parts de la Junta Directiva.

## Altres premis de cinema
- Premis Óscar de l'Acadèmia de les Arts i les Ciències Cinematogràfiques de Hollywood
- Premis Globus d'Or de l'Associació de la Premsa Estrangera de Hollywood
- Premis BAFTA de l'Acadèmia Britànica de les Arts Cinematogràfiques i de la Televisió
- Premis César de l'Acadèmia de les Arts i Tècniques del Cinema de França
- David di Donatello de l'Acadèmia del Cinema Italià
- Premis del Cinema Europeu de l'Acadèmia de Cinema Europeu
- Premis Ariel de l'Acadèmia Mexicana d'Arts i Ciències Cinematogràfiques
- Premis Cóndor de Plata de l'Asociación de Cronistas Cinematográficos de la Argentina
- Premis Goya de la Acadèmia de les Arts i les Ciències Cinematogràfiques d'Espanya
- Premis Lleó txec de la Acadèmia Txeca de Cinema i Televisió